# Liste der Baudenkmäler in Dirlewang
Auf dieser Seite sind die Baudenkmäler in dem schwäbischen Markt Dirlewang zusammengestellt. Diese Tabelle ist eine Teilliste der Liste der Baudenkmäler in Bayern. Grundlage ist die Bayerische Denkmalliste, die auf Basis des Bayerischen Denkmalschutzgesetzes vom 1. Oktober 1973 erstmals erstellt wurde und seither durch das Bayerische Landesamt für Denkmalpflege geführt wird. Die folgenden Angaben ersetzen nicht die rechtsverbindliche Auskunft der Denkmalschutzbehörde.

## Baudenkmäler nach Ortsteilen

### Dirlewang
| Lage                              | Objekt                              | Beschreibung | Akten-Nr.              | Bild                       |
| --------------------------------- | ----------------------------------- | --- | ---------------------- | -------------------------- |
| Marktstraße 20 (Standort)         | Katholische Pfarrkirche St. Michael | Saalbau mit eingezogenem Chor und nördlichem Satteldachturm, zweite Hälfte 15. Jahrhundert, Umgestaltung um 1780; mit Ausstattung.                                                           | D-7-78-127-3           | weitere Bilder             |
| Marktstraße 20 (Standort)         | Kirchhofbefestigung                 | Backsteinmauer mit Resten eines Eckturms, 15./16. Jh., Mauer 1629/39 neu aufgeführt. | D-7-78-127-3 zugehörig | Kirchhofbefestigung        |
| Marktstraße 21 (Standort)         | Ehemalige Schule                    | erdgeschossiger Satteldachbau mit Eckquaderung und profiliertem Traufgesims, von Matthias Kreutzer, 1830.                                                                                    | D-7-78-127-4 Wikidata  | Ehemalige Schule           |
| Mindelheimer Straße 14 (Standort) | Kapelle Maria Trost                 | Bruderschaftskapelle, Saalbau mit deutlich niedrigerem, später angefügtem Langhaus und Dachreiter mit Zwiebelhaube, 1696, Langhaus Ende 18. Jahrhundert, Umgestaltung 1911; mit Ausstattung. | D-7-78-127-5 Wikidata  | weitere Bilder             |
| Mindelheimer Straße 26 (Standort) | Ehemaliges Rathaus                  | zweigeschossiger, giebelständiger Satteldachbau mit Kastengesims, Kranbalken und Ladeluken, 1720/30.                                                                                         | D-7-78-127-6 Wikidata  | Ehemaliges Rathaus         |
| Mindeltalstraße 4 (Standort)      | Bauernhaus                          | Mitterstallbau, zweigeschossiger Bau mit flachem Satteldach über geständertem Kniestock, erste Hälfte 18. Jahrhundert.                                                                       | D-7-78-127-7 Wikidata  | Bauernhaus                 |
| Mühlbachstraße 12 (Standort)      | Pfarrhaus                           | zweigeschossiger Satteldachbau mit profiliertem Traufgesims, Eckrustika und verschaltem Westgiebel, von Johann Merk, bezeichnet 1730                                                         | D-7-78-127-8 Wikidata  | Pfarrhaus                  |
| Römerweg 10 (Standort)            | Ehemalige Hammerschmiede            | Wohnhaus, zweigeschossiger Satteldachbau mit Stufenfries am Giebel, 1858–62 | D-7-78-127-9 Wikidata  | BW                         |
| Tavernenstraße 5 (Standort)       | Ehemalige Tafernwirtschaft          | bis 1578 Amtshaus, zweigeschossiger, giebelständiger Satteldachbau mit Traufgesims, 18. Jahrhundert                                                                                          | D-7-78-127-10 Wikidata | Ehemalige Tafernwirtschaft |

### Altensteig
| Lage                        | Objekt                           | Beschreibung | Akten-Nr.              | Bild           |
| --------------------------- | -------------------------------- | --- | ---------------------- | -------------- |
| Adlerstraße 8 (Standort)    | Bauernhaus                       | Mitterstallbau, zweigeschossiger Bau mit flachem Satteldach über geständertem Kniestock, erste Hälfte 18. Jahrhundert. | D-7-78-127-11          | Bauernhaus     |
| Brunnenstraße 12 (Standort) | Bauernhaus                       | zweigeschossiger Mitterstallbau mit flachem Satteldach über geständertem Kniestock, bezeichnet 1806                    | D-7-78-127-15 Wikidata | weitere Bilder |
| Brunnenstraße 19 (Standort) | Kapelle St. Franziskus und Georg | Saalbau mit Dachreiter mit Zwiebelhaube, um 1700, Veränderungen 1831 und 1936; mit Ausstattung                         | D-7-78-127-16 Wikidata | weitere Bilder |

### Helchenried
| Lage                            | Objekt                       | Beschreibung | Akten-Nr.              | Bild                         |
| ------------------------------- | ---------------------------- | --- | ---------------------- | ---------------------------- |
| Kaufbeurer Straße 11 (Standort) | Kath. Filialkirche St. Maria | Saalbau mit eingezogenem Chor und Dachreiter mit Zwiebelhaube, zweite Hälfte 15. Jahrhundert, wohl unter Verwendung von romanischen Teilen, Dachreiter spätes 16. Jahrhundert; mit Ausstattung | D-7-78-127-17 Wikidata | Kath. Filialkirche St. Maria |

### Osterlauchdorf
| Lage                        | Objekt        | Beschreibung | Akten-Nr.     | Bild          |
| --------------------------- | ------------- | --- | ------------- | ------------- |
| Osterlauchdorf 1 (Standort) | Privatkapelle | kleiner Rechteckbau mit halbrundem Schluss, profiliertem Traufgesims und Dachreiter mit Zeltdach, 1688, im 18. Jahrhundert erneuert; mit Ausstattung | D-7-78-127-18 | Privatkapelle |

## Ehemalige Baudenkmäler
In diesem Abschnitt sind Objekte aufgeführt, die früher einmal in der Denkmalliste eingetragen waren, jetzt aber nicht mehr. Objekte, die in anderem Zusammenhang also z. B. als Teil eines Baudenkmals weiter eingetragen sind, sollen hier nicht aufgeführt werden. Aktennummern in diesem Abschnitt sind ehemalige, jetzt nicht mehr gültige Aktennummern.

| Lage                                       | Objekt                | Beschreibung                                                                                            | Akten-Nr.              | Bild                  |
| ------------------------------------------ | --------------------- | --- | ---------------------- | --------------------- |
| Dirlewang Auf der Heid 12 (Standort)       | Immaculata            | Holzfigur, um 1700                                                                                      | D-7-78-127-1 Wikidata  | Immaculata            |
| Dirlewang Bgm.-Dorn-Straße 18 (Standort)   | Bauernhaus            | zweigeschossiger Fachwerkbau mit geständertem Kniestock und flachem Satteldach, Mitte 18. Jahrhundert.  | D-7-78-127-2 Wikidata  | Bauernhaus            |
| Altensteig Brunnenstraße 6 (Standort)      | Ehemaliges Bauernhaus | Mittertennbau, zweigeschossiger Bau mit flachem Satteldach über geständertem Kniestock, bezeichnet 1711 | D-7-78-127-14 Wikidata | Ehemaliges Bauernhaus |
| Osterlauchdorf Osterlauchdorf 2 (Standort) | Bauernhaus            | zweigeschossiger Satteldachbau mit Stuckdekor, bezeichnet 1831                                          | D-7-78-127-19 Wikidata | Bauernhaus            |